# 763
763 (DCCLXIII, na numeração romana) foi um ano comum do século VIII do  Calendário Juliano, da Era de Cristo, e a sua letra dominical foi B, totalizando 52 semanas, com início a um sábado e terminou também a um sábado.
| Ano completo                   |
| ------------------------------ |
| Ano comum com início ao sábado |

## Eventos
- Um exército abássida desembarca no Alandalus para destronar Abderramão I.
- Termina a Rebelião de An Lushuan na China, durante a Dinastia Tang.
- Arbeo de Frisinga torna-se abade da Abadia de Scharnitz.
- Ciniod sucede a Bridei V como rei do Pictos.

## Mortes
- Gisulfo - Duque independente do Ducado de Espoleto.
- Jianzheng - monge budista.